# Liste der Baudenkmäler in Buir (Kerpen)
Die Liste der Baudenkmäler in Buir (Kerpen) enthält die denkmalgeschützten Bauwerke auf dem Gebiet von Kerpen-Buir in Nordrhein-Westfalen (Stand: Januar 2021). Diese Baudenkmäler sind in der Denkmalliste der Stadt Kerpen eingetragen; Grundlage für die Aufnahme ist das Denkmalschutzgesetz Nordrhein-Westfalen (DSchG NRW).

## Baudenkmäler
Die Liste der Baudenkmäler enthält Sakralbauten, Wohn- und Fachwerkhäuser, historische Gutshöfe und Adelsbauten, Industrieanlagen, Wegekreuze und andere Kleindenkmäler sowie Grabmale und Grabstätten, die eine besondere Bedeutung für die Geschichte Kerpens haben.
Hinweis: Die Einträge beruhen auf der offiziellen städtischen Liste. Bei der Übertragung wurden Fehler korrigiert, Informationen ergänzt und die Liste sortierbar gemacht.
| Bild                    | Bezeichnung                       | Lage                                    | Beschreibung | Bauzeit | Eingetragen seit | Denkmal- nummer |
| ----------------------- | --------------------------------- | --------------------------------------- | ------------ | ------- | ---------------- | --------------- |
| Altes Rathaus           | Altes Rathaus                     | Buir Bahnstraße 25 Karte                |              |         | 10.01.2005       | 271             |
| BW                      |                                   | Buir Eichemstraße 4 Karte               |              |         | 22.12.1999       | 188             |
| BW                      |                                   | Buir Eichemstraße 19 Karte              |              |         | 01.12.1988       | 189             |
| Pfarrkirche St. Michael | Pfarrkirche St. Michael           | Buir Kirchenstraße Karte                |              |         | 25.03.1997       | 25              |
| BW                      | Friedhof an der kath. Pfarrkirche | Buir Kirchenstraße Karte                |              |         | 10.01.2008       | 96              |
| BW                      |                                   | Buir Kirchenstraße 5 Karte              |              |         | 17.10.1988       | 211             |
| BW                      |                                   | Buir Kirchenstraße 13 Karte             |              |         | 17.01.1989       | 213             |
| BW                      |                                   | Buir Kirchenstraße 27 Karte             |              |         | 17.01.1989       | 214             |
| BW                      | Wegekreuz                         | Buir Steinweg / Zum Schlicksacker Karte |              |         | 18.09.2003       | 94              |
| BW                      |                                   | Buir Steinweg 47 Karte                  |              |         | 22.07.2008       | 230             |